# Ignacy Oziembłowski
Ignacy Oziembłowski herbu Radwan – sędzia ziemski brzeskolitewski w latach 1775–1792, poseł powiatu brzeskolitewskiego na sejm grodzieński (1793).